# Casper (test d'admission)
Pour les articles homonymes, voir Casper.
Casper (Computer-Based Assessment for Sampling Personal Characteristics, anciennement CASPer ou CMSENS) est un test d'admission (en) en ligne (en) développé par Harold Reiter (d) et Kelly Dore (d). Le test a été créé pour évaluer les qualités personnelles et professionnelles d'un candidat universitaire lors de l'étape de présélection du processus de candidature. Le test, qui est une forme de test de jugement situationnel (en), consiste en des scénarios vidéo ou textuels, basés sur des situations réelles. Les candidats disposent de cinq minutes pour répondre à trois questions ouvertes.

## Historique
Conçu initialement pour le programme de recherche et de développement en éducation de l'Université McMaster, Casper est utilisé par la faculté de médecine de l'Université McMaster (en) depuis 2010,,. Par la suite, Casper est testé par l'École de médecine du Nord de l'Ontario lors du cycle de candidature de 2014. L'année suivante, il est adopté par trois facultés de médecine : la Faculté de médecine de l'Université d'Ottawa, la  Robert Wood Johnson Medical School (en) et le New York Medical College (en),.
En 2024, Casper est utilisé dans plusieurs dizaines d'institutions scolaires en Amérique du Nord.

## Critiques
Le journaliste Braden MacBeth a critiqué Casper sur le site Science-Based Medicine (en) (site maintenu par l'OBNL New England Skeptical Society) pour son manque de transparence, ses études erronées et son conflit d'intérêts. MacBeth conclut que « CASPer ne devrait pas être intégré au processus d'admission aux facultés de médecine ».